# Ієн Маккейґ
Ієн Маккейґ (англ. Iain McCaig; нар. 19 березня 1957) — американський художник, письменник і режисер. Він брав участь у франшизі «Зоряні війни» та багатьох інших культових фільмах і книжкових проектах, включаючи обкладинку альбому «The Broadsword and the Beast» Jethro Tull.

## Життєпис
Маккейґ народився в Санта-Моніці, штат Каліфорнія, але більшу частину своїх молодих років провів у Вікторії, Британська Колумбія, Канада. Пізніше він переїхав до Великої Британії та навчався в Школі мистецтв Глазго, але одного літа повернувся до Каліфорнії, щоб працювати в Korty Films, де брав участь у розробках мультфільмів «Вулиця Сезам» і трейлера анімаційного фільму 1983 року «Двічі був раз».
Повернувшись до Великої Британії, він почав кар'єру незалежного ілюстратора; його робота там включає обкладинку для Jethro Tull («The Broadsword and the Beast»), дизайн логотипу Games Workshop та обкладинку та внутрішні ілюстрації для книг Яна Лівінґстона «Бійове фентезі». У 1990 році він повернувся до Каліфорнії, щоб працювати на Industrial Light and Magic, а пізніше на Lucasfilm. У той час він зняв свій перший професійний фільм, короткометражний фільм 1998 року під назвою «Обличчя», який отримав численні нагороди у тому числі «Помітне відео 2000 року» від Американської бібліотечної асоціації.
У кіно Маккейґ найбільше відомий дизайном персонажів «Зоряних воєн» Падме Амідали та Дарта Мола, а також брав участь у ключових дизайнах багатьох фільмів франшизи «Зоряних воєн», включаючи Епізоди I, II, III та VII. У 2016 році під час виступу в Університеті Академії мистецтв Маккейґ розповів, що початковий план для персонажа Падме полягав у тому, щоб вона ледь не вбила Енакіна Скайвокера, щоб розпочати галактичну революцію. Цю частину сценарію змінив сценарист фільму Джордж Лукас.
Серед інших його робіт — «Термінатор 2», «Гак», «Інтерв'ю з вампіром», «Дракула Брема Стокера», «Павутина Шарлотти», «Пітер Пен», «Гаррі Поттер і кубок вогню», «Хроніки Спайдервіка», «Джон Картер: між двох світів», «Месники», «Вартові галактики» та «Книга джунглів». Він також був співпродюсером і директором концептуального дизайну фільму «Вікінги».
У жовтні 2008 року була випущена книга робіт Маккейґа Лінія тіні: Мистецтво Ієна Маккейґа. Книга являє собою поєднання міні-класів з мистецтва, алегоричної новели про творчий процес Маккейґа та ретроспективи 28 років його кіно та особистої роботи.
Маккейґ викладав малювання та оповідання публічно та приватно протягом більшої частини своєї кар'єри. Він є автором чотирьох DVD-дисків про візуальне оповідання та концептуальний дизайн для Gnomon Workshop. У 2014 році Маккейґ отримав нагороду Spectrum Award як великий майстер .
Дочка Маккейґа, Міші, також є кінохудожницею, вона брала участь у проєктах фільмів «Залізна людина», «Чужеземець» і «Джон Картер з Марса», а також продюсувала власний короткометражний фільм. Ієн і Міші брали участь у виробництві серіалу Discovery Channel Революція динозаврів. Його син Ініго також художник.
Зараз Маккейґ живе зі своєю дружиною Леонор у Вікторії, Британська Колумбія.